# بيريكو ألونسو
ميغيل أنخيل «بيريكو» ألونسو (بالإسبانية: Miguel Ángel Alonso) مواليد 1 فبراير 1953 في تولوسا، هو لاعب كرة قدم إسباني دولي سابق كان يلعب كلاعب وسط. سبق له أن لعب في كأس العالم لكرة القدم مع منتخب بلاده. وهو والد اللاعب الاسباني تشابي ألونسو
في حياته المهنية كان يلعب أساسياً لريال سوسيداد (خمس سنوات) وبرشلونة (ثلاثة)، تحشد المجاميع الدوري الاسباني من 273 مباراة و42 هدفا على مدار عشرة مواسم.
A الدولي الاسباني لمدة عامين، ممثلة ألونسو البلاد في نهائيات كأس العالم 1982.

## المسيرة الاحترافية

### أندية لعب لها
- ريال سوسيداد
- نادي برشلونة

## روابط خارجية
- بيريكو ألونسو على موقع الاتحاد الدولي (مؤرشف)  (الإنجليزية)
- بيريكو ألونسو على موقع الاتحاد الأوربي (الإنجليزية)
- بيريكو ألونسو على موقع قاعدة بيانات كرة القدم.إي يو (الإنجليزية)
- بيريكو ألونسو على موقع ناشيونال فوتبول تيمز (الإنجليزية)